# Ковариантность и контравариантность (математика)
Ковариа́нтность и контравариа́нтность — используемые в математике (линейной алгебре, дифференциальной геометрии, тензорном анализе) и в физике понятия, характеризующие то, как тензоры (скаляры, векторы, операторы, билинейные формы и т. д.) изменяются при преобразованиях базисов в соответствующих пространствах или многообразиях. Контравариантными называют «обычные» компоненты, которые при смене базиса пространства изменяются с помощью преобразования, обратного преобразованию базиса. Ковариантными — те, которые изменяются так же, как и базис.
Связь между ковариантными и контравариантными координатами тензора возможна только в пространствах, где задан метрический тензор (не следует путать с метрическим пространством).
Термины ковариантность и контравариантность были введены Сильвестром в 1853 году для исследований по алгебраической теории инвариантов.

## Ковариантность и контравариантность в векторных пространствах

### Контравариантные и ковариантные векторы

вектор v, описанный в терминах
в 3-d общих криволинейных координатах (q1, q2, q3), кортеж чисел для определения точки в координатном пространстве. Обратите внимание, что базис и кобазис совпадают только тогда, когда базис ортогональный.

касательного базиса
     e1, e2, e3 в      координатных кривых (слева),
дуального базиса, ковекторного базиса или взаимного базиса
     e1, e2, e3 в      координатных поверхностях (справа),

Пусть {\displaystyle V} — некоторое конечномерное векторное пространство, и в нём задан некоторый базис {\displaystyle e_{i},i=1..n}. Произвольный вектор {\displaystyle x} можно представить как линейную комбинацию векторов базиса: {\displaystyle x=\sum _{i=1}^{n}x_{i}e_{i}}. В целях упрощения записи (и по причинам, которые станут ясны ниже) обозначим координаты с верхним индексом и примем правило Эйнштейна: если в выражении участвуют одинаковые разноуровневые индексы, то по ним предполагается суммирование. Таким образом, можно записать: {\displaystyle x=x^{i}e_{i}}. Зададим новый базис с помощью матрицы преобразования {\displaystyle S}. По тем же соображениям введём нижние и верхние индексы (чтобы не писать знаки суммирования) — {\displaystyle S_{i}^{j}}. Тогда {\displaystyle e'_{i}=S_{i}^{j}e_{j}} (предполагается суммирование по индексу j). Обозначив обратную матрицу {\displaystyle T=S^{-1}}, можно записать: {\displaystyle e_{j}=T_{j}^{i}e'_{i}}. Подставив эту формулу в координатное представление вектора x, получим: {\displaystyle x=x^{j}T_{j}^{i}e'_{i}}. Таким образом, координаты вектора в новом базисе оказываются равными {\displaystyle x'^{i}=T_{j}^{i}x^{j}}, то есть преобразуются «противоположно» (обратно) изменению базиса. По этой причине такие векторы называют контравариантными — изменяющимися противоположно базису. Контравариантные векторы — это обычные векторы. Контравариантные векторы в координатном представлении обычно записывают как «вектор-столбец». Для идентификации контравариантных векторов используется верхний, или контравариантный, индекс.
Пространство всех линейных функционалов, отображающих векторы в числа, называют сопряжённым пространством {\displaystyle V^{*}}. Оно также является векторным пространством той же размерности, что и основное пространство. В этом пространстве также можно определить базис. Обозначим элементы базиса сопряжённого пространства с верхним индексом {\displaystyle g^{i}}. Любой функционал можно представить в этом базисе через координаты, которые будем обозначать нижними индексами. Тогда, применяя правило Эйнштейна, можем записать: {\displaystyle f=f_{i}g^{i}}, то есть любой линейный функционал можно записать просто набором чисел {\displaystyle f_{i}}, как обычный вектор (за исключением нижнего расположения индекса).
Выберем базис в сопряженном пространстве так, что {\displaystyle g^{i}(x)=x^{i}}, то есть эти функционалы находят {\displaystyle i}-ю координату вектора (проекцию на базисный вектор {\displaystyle e_{i}}). Такой базис называют дуальным (базису основного пространства). При смене базиса основного пространства необходимо сохранить это условие, то есть {\displaystyle g'^{i}(x)=x'^{i}=T_{j}^{i}x^{j}=T_{j}^{i}g^{j}(x)}. Таким образом, дуальный базис изменяется обратно изменению основного базиса. Координаты произвольного линейного функционала {\displaystyle f_{i}} будут меняться противоположно собственному базису (как и в любом пространстве), то есть с помощью матрицы {\displaystyle T^{-1}=S}. Следовательно, они будут меняться так, как основной базис. Это свойство называют ковариантностью. Сами линейные функционалы в координатном представлении в дуальном базисе называют ковариантными векторами, или кратко — ковекторами. Внешне ковектор «выглядит» как обычный вектор — в смысле обычного набора чисел, представляющих его координаты. Отличие ковектора от контрвариантного вектора заключается в правиле преобразования его координат при смене базиса: они преобразуются так, как базис, в отличие от контравариантных векторов, преобразующихся противоположно базису. Ковекторы в координатной форме записывают как «вектор-строку». Для идентификации ковекторов используется нижний, или ковариантный, индекс.

### Контравариантность и ковариантность тензоров
Сказанное про контравариантность и ковариантность векторов можно обобщить на объекты с несколькими индексами — тензоры, частными случаями которых и являются векторы и ковекторы.
По аналогии с линейным функционалом рассмотрим функционал, ставящий в соответствие нескольким ({\displaystyle k}) векторам пространства {\displaystyle V} некоторое число, обладающий свойством линейности по каждому вектору. Это так называемые полилинейные функции. Можно показать, что все {\displaystyle k}-линейные функции образуют линейное пространство, в котором можно также ввести базис и представить произвольную {\displaystyle k}-линейную функцию в координатном виде. Можно также показать, что их координаты преобразуются как базис основного пространства (так же как и ковариантные векторы). Поэтому такие полилинейные функции называют {\displaystyle k} раз ковариантными тензорами. Их записывают с нижними индексами. Например, дважды ковариантный тензор обозначается так {\displaystyle A_{ij}}.
Аналогично можно рассматривать полилинейные функции не в основном пространстве, а в сопряженном пространстве {\displaystyle V^{*}}, совокупность которых также образует линейное пространство {\displaystyle V^{**}}, которое является сопряженным к {\displaystyle V^{*}}. В координатном представлении в дуальном базисе они преобразуются так же, как базис пространства {\displaystyle V^{*}}, а значит — противоположно базису основного пространства {\displaystyle V}. То есть они обладают свойством контравариантности и называются {\displaystyle k} раз контравариантным тензором. Их обозначают с верхними индексами. В частности, дважды контравариантный тензор запишется как {\displaystyle A^{ij}}.
Для рассматриваемых обычно пространств выполняется так называемый канонический изоморфизм {\displaystyle V} и {\displaystyle V^{**}}, то есть эти пространства можно считать неразличимыми. Поэтому 1-раз контравариантный тензор можно считать эквивалентным обычному контравариантному вектору.
Обобщая приведённые определения, можно рассматривать полилинейные функции от векторов и ковекторов одновременно. Соответственно, при смене базиса координатная запись такой функции будет преобразовываться с участием как матрицы преобразования основного базиса (в количестве ковекторов, участвующих в полилинейной функции), так и обратного ему (в количестве векторов полилинейной функции). Соответствующий тензор называют m раз контравариантным и k раз ковариантным — {\displaystyle T_{k}^{m}}. Для ковариантных компонент используют нижние индексы, для контравариантных — верхние. Например, 1-раз контравариантный и 1 раз ковариантный тензор обозначается {\displaystyle A_{j}^{i}}. Общее количество индексов {\displaystyle k+m} называется рангом, или валентностью, тензора. Компонентами тензора являются значения полилинейной функции на базисных векторах. Например, {\displaystyle A_{j}^{i}=A(e^{i},e_{j})}.
Операция суммирования по одинаковым разноуровневым индексам тензоров называется свёрткой по этим индексам. Как уже было указано выше, по правилу Эйнштейна знак суммирования пропускают. В результате свёртки тензора по паре индексов его ранг уменьшается на 2. Например, отображение некоторого контравариантного вектора с помощью некоторого линейного оператора в тензорной записи будет иметь вид {\displaystyle y^{i}=A_{j}^{i}x^{j}}. Линейные операторы являются классическим примером тензора типа {\displaystyle T_{1}^{1}}.
При преобразовании тензора типа {\displaystyle T_{k}^{m}} при смене базиса m раз используется прямая матрица преобразования базиса и k раз обратная. Например, тензор {\displaystyle A_{j}^{i}} типа {\displaystyle T_{1}^{1}} при смене базиса преобразуется следующим образом:
{\displaystyle A_{j'}^{i'}=T_{j'}^{q}S_{p}^{i'}A_{q}^{p}}
Вообще, необходимо понимать, что сам объект от представления его в базисе не зависит. Все преобразования — это представления одного и того же объекта (тензора).

### Метрический тензор
Если в линейном пространстве введено скалярное произведение {\displaystyle g} — билинейная форма (или в тензорной терминологии — дважды ковариантный тензор), обладающая свойствами симметричности и невырожденности, то такие пространства (конечномерные) называют евклидовыми (при условии положительной определённости соответствующей квадратичной формы {\displaystyle g(x,x)}) или псевдоевклидовым (без ограничения знака квадратичной формы). Соответствующий этой билинейной форме тензор называют метрическим тензором. Компоненты этого тензора в данном базисе {\displaystyle g_{ij}=g(e_{i},e_{j})}. Если этот базис ортонормированный (такой базис всегда существует в (псевдо)евклидовом пространстве), то матрица компонент является диагональной. На диагонали в случае евклидового пространства — единицы (единичная матрица). В случае псевдоевклидового пространства на диагонали кроме единиц имеются также и «минус-единицы». В общем случае, однако, базисы могут быть не ортогональными, поэтому метрический тензор может быть представлен и недиагональной матрицей (тем не менее в «плоском» пространстве всегда существует преобразование базиса, которое приводит его к диагональному виду).
С помощью метрического тензора скалярное произведение запишется как {\displaystyle g(x,y)=g_{ij}x^{i}y^{j}}. В пространствах со скалярным произведением имеет место канонический изоморфизм пространства {\displaystyle V} и сопряжённого пространства {\displaystyle V^{*}}, то есть каждому вектору ставится в соответствие ковектор и наоборот. Это соответствие осуществляется как раз с помощью скалярного произведения или в тензорной записи — с помощью метрического тензора. А именно, можно записать {\displaystyle x_{i}=g_{ij}x^{j}}. Эта операция называется опусканием или спуском индекса. Обратное соответствие осуществляется с помощью контравариантного метрического тензора {\displaystyle x^{j}=g^{ij}x_{i}}. Эта операция называется поднятием или подъёмом индекса. Несложно показать, что матрицы ковариантного и контравариантного метрических тензоров взаимно-обратны, то есть {\displaystyle g_{ik}g^{kj}=\delta _{i}^{j}}. Скалярное произведение можно выразить как в контравариантных, так и в ковариантных векторах: {\displaystyle g(x,y)=g_{ij}x^{i}y^{j}=x_{i}y^{i}=x^{i}y_{i}=g^{ij}x_{i}y_{j}}.
В случае ортонормированного базиса в евклидовом пространстве метрический тензор — единичная матрица, поэтому ковариантный вектор в координатной записи совпадает с контравариантным. Поэтому в этом случае деление векторов на контравариантные и ковариантные не является необходимым. Однако уже при неортогональности базиса и (или) псевдоевклидовости пространства такое разграничение имеет значение. В псевдоевклидовом пространстве в ортогональном базисе ковекторы различаются знаками некоторых координат от обычного вектора. Система векторов и ковекторов в таком случае позволяет записывать формулу для квадрата длины вектора аналогично случаю евклидового пространства {\displaystyle x_{i}x^{i}}. В случае неортогональных (косоугольных) базисов в евклидовых (псевдоевклидовых) пространствах метрический тензор, преобразующий контравариантные векторы в ковариантные, не является диагональным. При этом длина вектора записывается также как в евклидовом пространстве с помощью контравариантных и ковариантных векторов. Все эти случаи объединяет одно — метрический тензор (в данном базисе) имеет одинаковую матрицу для всех точек (векторов) пространства.
В пространствах с метрическим тензором «ковариантный вектор» и «контравариантный вектор» являются фактически разными представлениями (записями в виде набора чисел) одного и того же геометрического объекта — обычного вектора или ковектора. То есть один и тот же вектор может быть записан как ковариантный (то есть набор ковариантных координат) и контравариантный (то есть набор контравариантных координат). То же можно сказать о ковекторе. Преобразование одного представления в другое осуществляется просто свёрткой с метрическим тензором. Содержательно же векторы и ковекторы различают лишь по тому, какое из представлений для них естественно. Естественным для обычного вектора является контравариантное представление. Для ковариантного вектора естественным является свертка с обычными векторами без участия метрики. Примером ковариантного вектора является градиент скалярной функции {\displaystyle \mathbf {grad} f(\mathbf {x} )={\frac {\partial f}{\partial x^{i}}}=\partial _{i}f}. Его свёртка с контравариантным (обычным) вектором {\displaystyle dx^{i}} даёт инвариант — дифференциал функции {\displaystyle df(x)}. Таким образом, если мы принимаем {\displaystyle dx^{i}} в качестве обычных векторов пространства, то градиент должен быть ковектором, чтобы при свёртывании не нужно было использовать метрический тензор. При этом сами векторы {\displaystyle dx^{i}} требуют при свёртывании с такими же векторами использования метрического тензора {\displaystyle \ (dx)^{2}=g_{ij}dx^{i}dx^{j}}.
Если речь идет об обычном физическом пространстве, простым признаком ковариантности-контравариантрности вектора является то, как свёртывается его естественное представление с набором координат пространственного перемещения {\displaystyle \ dx^{i}}, являющегося образцом контравариантного вектора. Те, что свёртываются с {\displaystyle \ dx^{i}} посредством простого суммирования, без участия метрики, — это ковариантные векторы, а те, что с участием метрики — это контравариантные векторы. Если же пространство и координаты настолько абстрактны, что нет способа различить главный и дуальный базис, кроме как произвольным условным выбором, то содержательное различие между ковариантными и контравариантными векторами пропадает, или становится также чисто условным.
Нередко ковариантным вектором, особенно в физической литературе, называют разложение любого вектора (то есть вектора или ковектора, вектора касательного или кокасательного пространства) по дуальному базису. Тогда речь идет о наборе ковариантных координат любого объекта, обычно, однако, каждый тип объектов стараются записывать в естественном для него базисе, что соответствует основному определению.

## Обобщение на криволинейные базисы и искривлённые пространства
Координаты евклидового (псеводоевклидового) пространства могут быть и криволинейными. Классический пример криволинейных координат — полярные координаты на евклидовой плоскости. В таком случае координатные базисы {\displaystyle dx^{i}} можно считать линейными лишь в бесконечно малых окрестностях данной точки. Поэтому справедливым остаётся выражение для квадрата расстояния для достаточно близких точек: {\displaystyle (dx)^{2}=g_{ij}dx^{i}dx^{j}}. В случае криволинейных координат метрический тензор меняется от точки к точке. Таким образом, он представляет собой тензорное поле — каждой точке пространства оказывается сопоставлен некоторый метрический тензор.
Более общая ситуация имеет место в случае искривлённых пространств — римановых (псевдоримановых) многообразий. Искривлённое пространство можно наглядно представить для случая двумерной поверхности — некоторая гладкая кривая поверхность в трёхмерном пространстве (например, сферическая поверхность). Внутренняя геометрия такой поверхности (искривлённой) — это геометрия искривлённого пространства. В общем случае искривлённого пространства размерности {\displaystyle n} его можно представить себе как произвольную (искривлённую) гиперповерхность в пространстве большей размерности. Для гладких многообразий со счетной базой доказана теорема Уитни о вложении, согласно которой любое такое многообразие размерности {\displaystyle n} является вложенным в «плоское» (то есть неискривлённое евклидово или псевдоевклидово) пространство размерности {\displaystyle 2n}.
В искривлённом пространстве могут и не существовать ортогональные и вообще линейные координатные базисы. В общем случае приходится иметь дело именно с криволинейными базисами. В этом случае применение всего вышеуказанного формализма ковариантных и контравариантных векторов приобретает не просто особую важность, а становится неизбежным.

### Общие определения
В случае криволинейных координат или искривлённых пространств новые координаты являются, вообще говоря, нелинейными функциями старых координат: {\displaystyle x^{\prime \,i}=x^{\prime \,i}(x^{1},x^{2},...,x^{n})}. Для бесконечно малых изменений старых координат {\displaystyle dx^{j}} можно определить изменения новых координат через матрицу Якоби указанных функций:
{\displaystyle dx^{\prime \,i}={\frac {\partial x^{\prime \,i}}{\partial x^{j}}}dx^{j}}
Любой вектор {\displaystyle v}, преобразующийся так же, как и {\displaystyle dx^{i}}, то есть
{\displaystyle v^{\prime \,i}={\frac {\partial x^{\prime \,i}}{\partial x^{j}}}v^{j}}
называется контравариантным вектором.
Для некоторой скалярной функции координат {\displaystyle f(x)} рассмотрим её градиент {\displaystyle {\frac {\partial f(x)}{\partial x^{i}}}}. При переходе к другим координатам имеем:
{\displaystyle {\frac {\partial f(x)}{\partial x^{\prime \,i}}}={\frac {\partial f(x)}{\partial x^{j}}}{\frac {\partial x^{j}}{\partial x^{\prime \,i}}}}
Любой вектор {\displaystyle u}, преобразующийся так же, как градиент, то есть
{\displaystyle u'_{i}={\frac {\partial x^{j}}{\partial x^{\prime \,i}}}u_{j}}
называется ковариантным вектором.
Соответственно, {\displaystyle m} раз контравариантным и {\displaystyle k} раз ковариантным тензором (тензором типа {\displaystyle T_{k}^{m}}) называется объект, преобразующийся при смене базиса применением {\displaystyle m} раз «обратного» преобразования {\displaystyle {\frac {\partial x'^{i}}{\partial x^{j}}}} и {\displaystyle k} раз «прямого» преобразования {\displaystyle {\frac {\partial x^{j}}{\partial x'^{i}}}}.
Например, дважды контравариантный тензор {\displaystyle A^{ij}} и дважды ковариантный тензор {\displaystyle A_{ij}} преобразуются по следующим законам:
{\displaystyle {A'}^{ij}={\frac {\partial x^{\prime \,i}}{\partial x^{q}}}{\frac {\partial x^{\prime \,j}}{\partial x^{p}}}A^{pq}}
{\displaystyle {A'}_{ij}={\frac {\partial x^{q}}{\partial x^{\prime \,i}}}{\frac {\partial x^{p}}{\partial x^{\prime \,j}}}A_{pq}}
А для 1 раз контравариантного и 1 раз ковариантного тензора преобразования имеют вид:
{\displaystyle {A'}_{i}^{j}={\frac {\partial x^{p}}{\partial x^{\prime \,i}}}{\frac {\partial x^{\prime \,j}}{\partial x^{q}}}A_{p}^{q}}
Обычно для указания, что компоненты тензора преобразованы к новому базису со штрихом, штрих указывают у соответствующих индексов тензора, а не у его буквенного обозначения, в таком случае вышеуказанные формулы записывают так
{\displaystyle A^{i'j'}={\frac {\partial x^{i'}}{\partial x^{q}}}{\frac {\partial x^{j'}}{\partial x^{p}}}A^{pq},\qquad A_{i'j'}={\frac {\partial x^{q}}{\partial x^{i'}}}{\frac {\partial x^{p}}{\partial x^{j'}}}A_{pq},\qquad A_{i'}^{j'}={\frac {\partial x^{p}}{\partial x^{i'}}}{\frac {\partial x^{j'}}{\partial x^{q}}}A_{p}^{q}}

## Алгебра и геометрия
В теории категорий функторы могут быть ковариантными и контравариантными. Сопряжённое пространство векторного пространства — стандартный пример контравариантного функтора. Некоторые конструкции мультилинейной алгебры являются смешанными и не являются функторами.
В геометрии для каждого отображение различаются отображение в пространство и отображение из пространства, что позволяет определить вариантность конструкции. Касательный вектор к гладкому многообразию M в точке P — это класс эквивалентности кривых в M, проходящих через данную точку P. Поэтому он контравариантен относительно гладкого отображения M. Ковариантный вектор, или ковектор, таким же способом конструируется из гладкого отображения из M на вещественную ось около P в кокасательном расслоении, построенном на сопряжённом пространстве касательного расслоения. 
Ковариантные и контравариантные компоненты преобразуются разными способами при преобразованиях базисов и, соответственно, координат, если брать, как это делают обычно, координатные базисы.